# 伊坦察河
伊坦察河是俄羅斯的河流，屬於色楞格河的右支流，由布里亞特共和國負責管轄，河道全長110公里，流域面積2,300平方公里，河水主要來自雨水和融雪，每年十月至翌年四月結冰。